# Drapetis divergens
Drapetis divergens är en tvåvingeart som beskrevs av Friedrich Hermann Loew 1872. Drapetis divergens ingår i släktet Drapetis och familjen puckeldansflugor. Inga underarter finns listade i Catalogue of Life.